# Dekemahuis
Het Dekemahuis is een van oorsprong middeleeuwse stins aan de Breedeplaats in de Friese stad Franeker. Het pand uit circa 1500 was eerder tweemaal zo breed, maar het westelijke deel werd omstreeks 1900 afgebroken.

## Beschrijving
De eerste eigenaar van het Dekemahuis was Juw van Dekema en als bouwjaar van het pand wordt 1485 genoemd. Van Dekema fungeerde als potestaat van Friesland, raadsman en grietman van Baarderadeel. Zijn zoon Jarich van Dekema studeerde in Leuven en was eveneens raadsman en grietman. Jarich trouwde met Katrijn Camstra en zij bewoonden ook het Dekemahuis. Van dit echtpaar hangen nog schilderijen op de Dekemastate te Jelsum. Het pand kwam later in het bezit van hun dochter Jel van Dekema. Rond 1600 was de kleinzoon van Jels zuster Anna, Jarich van Ockinga, eigenaar van het pand.
In 1660 werd het huis verkocht en werd burgemeester Henricus Schotanus à Sterringa de eigenaar. Het pand bezat toen een hal, opkamer, twee kelders en vier kamers op de bovenverdieping. Bij het huis hoorden ook een koetshuis en een paardenstal. Later werd het Dekemahuis bewoond door een aantal professoren aan de Universiteit van Franeker. Zo zouden Ulrik Huber, Petrus Camper, Everwinus Wassenbergh en Theodorus van Kooten er gewoond hebben.

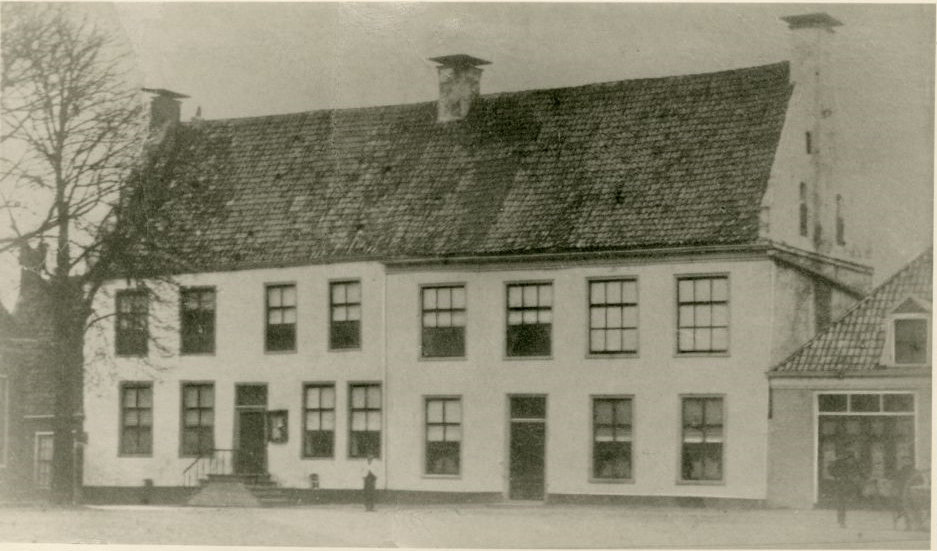
Het Dekemahuis rond 1875 voor de afbraak van het rechter deel.

In 1757 werd het gebouw in tweeën gesplitst. Het westelijke deel deed tussen 1798 en 1849 dienst als herberg en vervolgens als school tot 1896. Het oostelijke deel kwam in 1819 in het bezit van Eduard Marius van Beyma, grietman van Franekeradeel. Bij zijn overlijden in 1825 liet hij het Dekemahuis na aan de grietenij Franekeradeel. In 1895 werd het Martenahuis aangekocht dat voortaan als gemeentehuis zou fungeren. Het westelijke deel werd daarna afgebroken.
In 1894 is aan de oostkant een woning pal tegen het Dekemahuis aangebouwd. Tegenwoordig is het resterende Dekemahuis ook in twee delen gesplitst, waarvan het oostelijke deel samengevoegd is met de aangebouwde woning. Het Dekemahuis kreeg in 1967 de status van rijksmonument. Doordat er geen toestemming gegeven werd om de pleisterlaag te verwijderen, gaan de kloostermoppen van het pand schuil achter de pleisterlaag van rond 1800 en lijkt het gebouw niet op de andere stinsen in de stad: het Camminghahuis, Martenahuis of Klein Botnia.